# Жупанија Бакау
Бакау (рум. Judeţul Bacău) је округ у републици Румунији, у њеном средишњем делу. Управно средиште округа је истоимени град, а већи градови су Онешти, Мојнешти, Команешти, Бухуши, Дирминешти и Таргу Окна.

## Положај
Округ Бакау је унутардржавни округ у Румунији. Округ окружују следећи окрузи:
- ка северу: Њамц (округ)
- ка истоку: Васлуј (округ)
- ка југоистоку: Галац (округ)
- ка југу: Вранча (округ)
- ка југозападу: Ковасна (округ)
- ка западу: Харгита (округ)

## Природни услови
Округ Бакау је у Молдавији. Округ обухвата средишњи део долине реке Серет, најважнијег тока у Румунској Молдавији. Ка западу се издижу Карпати, а ка истоку побрђе, типично за Молдавију. У јужном делу округа налази се и важна река Тротуш.

## Становништво
Бакау спада у округе Румуније са претежним румунским становништвом и по последњем попису из 2002. г. Румуни чине око 95% окружног становништва. Међутим, округ Бакау је посебан по присуству специфичне заједнице Чанго Мађара, који чине свега 0,7% окружног становништва, али претежно живе у неколико села овог округа. Остатак чине махом Роми.